# 御薗村
御薗村（みそのむら）は、三重県度会郡にあった村。2005年（平成17年）11月1日に、伊勢市、二見町、小俣町と合併し、新しい伊勢市となった。

## 地理
伊勢平野の南端部に位置する。海（伊勢湾）には面していない。
村域の大半は宮川下流（河口付近）の東岸にあるが、上條の一部のみ宮川西岸に位置する。
著しい高台や丘陵は無く、緩やかに海岸方向へ向けて傾斜する低坦地状となっている。村内域で最も高い所でも高度6mに達しない。気候は温暖で、土壌は腐植土のため水田は少なく、畑作が発達した。

### 河川
- 宮川

### 隣接していた自治体
- 伊勢市、度会郡小俣町

## 歴史
- 明治維新以前の御薗村域は、神領地4ヶ村（高向村、長屋村、王中島村、新開村）と天領地2ヶ村（上条村、小林村）に分かれていた。
- 明治維新により、旧神領制度が廃止。以降、6ヶ村は度会府、度会県、三重県の管轄下と変化する。
- 1884年（明治17年）に6ヶ村が統合し、王中島に「王中島外五ヶ村戸長役場」が設置される。

### 沿革
- 1889年（明治22年）4月1日 - 町村制施行により、高向村・長屋村・新開村・王中島村・上条村・小林村の区域をもって発足。村役場を大字王中島594番地に設置。
- 1912年（明治45年）6月 - 村役場を大字長屋1599番地に移転。
- 1932年（昭和7年）1月 - 村役場を大字長屋960番地に移転。
- 1961年（昭和36年）10月 - 第1回村民体育大会が開催。
- 1979年（昭和54年）5月 - 村役場を大字長屋1221番地に移転。
- 1980年（昭和55年）9月 - 村章が制定される。
- 2005年（平成17年）11月1日 - 伊勢市・二見町・小俣町と合併し、改めて伊勢市が発足。同日御薗村廃止。従来の村役場は「伊勢市役所御薗総合支所」となる。

## 行政
- 村長：中北隆敏

## 経済
御薗大根の産地であり、伊勢たくあんの生産の中心地であった。

### 企業
- 横浜ゴム株式会社三重工場

## 地域

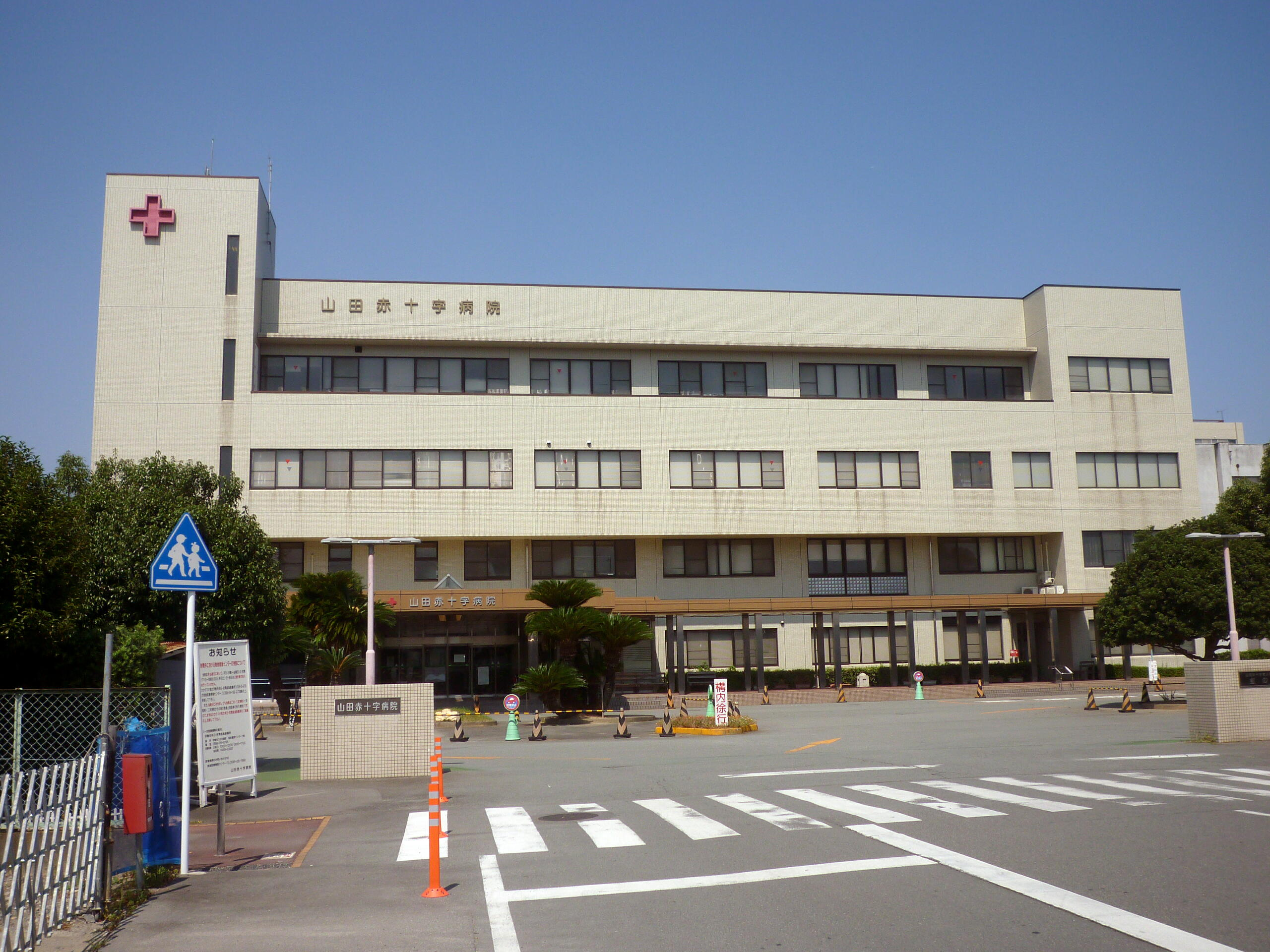
山田赤十字病院

### 教育
- 御薗村立御薗中学校（旧伊勢市内にあった）
- 御薗村立御薗小学校

### 名所・旧跡・観光スポット
- 山田奉行所記念館
- 宮川ラブリバー公園
- 臥竜梅公園
- 河原神社・毛理神社
- 宇須乃野神社・県神社

### 公共施設
- ハートプラザみその

### 商業施設
- 伊勢みそのショッピングセンター

## 交通

### 鉄道
- 近畿日本鉄道
  - 山田線：宮町駅

### 路線バス
- 三重交通

### 道路
- 一般国道
  - 国道23号
- 一般県道
  - 三重県道60号伊勢松阪線
  - 三重県道201号宇治山田港伊勢市停車場線
  - 三重県道511号豊北港小俣線
  - 三重県道748号大湊宮町停車場線

## 出身者
- モリタイシ - 漫画家[4]
- 水本裕貴[5] - プロサッカー選手（サンフレッチェ広島）
- 森捨吉 - 実業家（豚捨創業者）[6]